# La storia degli Abderiti
La storia degli Abderiti è un romanzo satirico scritto da Christoph Martin Wieland, dapprima pubblicato a puntate sulla rivista Der Teutsche Merkur nel 1774 e poi in volume nel 1781. È considerato il capolavoro dell'ironia dell'illuminismo settecentesco e rappresenta il punto più alto della prosa satirica europea. Attraverso questo romanzo, Wieland offre un quadro satirico della società tedesca del Settecento, utilizzando uno spostamento spaziale.

## Trama
La vicenda si svolge ad Abdera, una cittadina greca in Tracia, che diventa simbolo di stoltezza e spirito provinciale. L'ipocrisia dei suoi abitanti, gli Abderiti, e la loro capacità di ribellarsi alle rigide tradizioni religiose, culturali e sociali, prive di ogni vitalità, mostra una società che si sta autodistruggendo, perché incapace di reagire al processo di mutamento della realtà. Democrito, Ippocrate e Euripide, rappresentanti nel romanzo degli ideali illuministici e di un umanesimo che abbraccia cuore e ragione, sono individui isolati e perseguitati, il cui esempio non può influire positivamente sull’andamento generale della storia.